# Hoeksche Waard
Hoeksche Waard és un municipi nou de la província d'Holanda del Sud, al sud dels Països Baixos. El 31 de gener del 2022 tenia 88.742 habitants repartits sobre una superfície de 54,76 km². Conté l'illa de Tiengemeten, una reserva natural.
És el resultat de la fusió l'1 de gener de 2019 d'Oud-Beijerland, Korendijk, Strijen, Cromstrijen i Binnenmaas. La nova entitat és un dels municipis més grossos dels afores de Rotterdam.